# Biopace

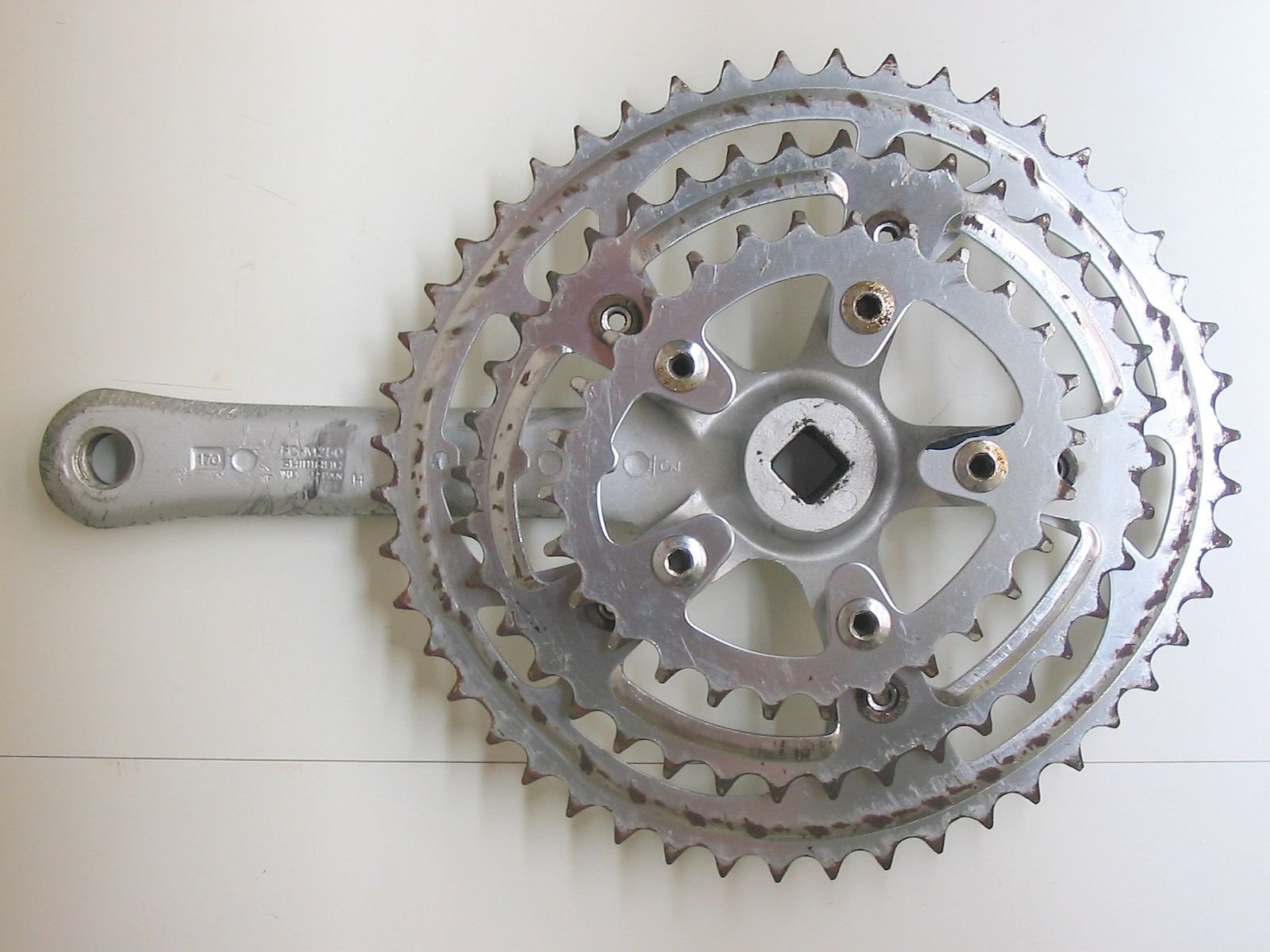
Biopace-crankset

Biopace is de naam van Shimano's eivormige, voorste tandwiel uit 1980 voor racefietsen en mountanbikes dat ontworpen was om de "dode zone" te neutraliseren. De dode zone is het moment dat de ene pedaal boven en de andere beneden is zodat wielrenners geen moment kunnen maken.
Het idee was dat gedurende de krachtstoot, wanneer de pedalen min of meer horizontaal geplaatst zijn, de energie van je benen gebruikt om je voeten te versnellen. In een kleine tandwieloverbrenging gebeurt deze fase tamelijk vlug. Net hierna moeten de voeten een deel van deze energie gebruiken om de pedalen door de dode zone heen te bewegen, wanneer de pedalen min of meer verticaal geplaatst zijn. Op het moment dat de fietser gedurende de krachtfase niet hard genoeg duwt en de beweging trager is als het been van richting verandert, zou het Biopace ontwerp beter zijn voor de knieën dan traditionele, volledig ronde tandwielen.
Het systeem was geen succes en is na 1992 uit de handel genomen. Desondanks duiken ellipsvormige voorbladen bij tijd en wijle nog steeds op in het profpeloton.